# STS–85
Az STS–85 jelű küldetés az amerikai űrrepülőgép-program 86., a Discovery űrrepülőgép 23. repülése.

## Jellemzői
A beépített kanadai Canadarm (RMS) manipulátor kar 50 méter kinyúlást biztosított a műszaki szolgálat teljesítéséhez (műholdak indítása/elfogása, külső munkák: szerelések, hővédőpajzs ellenőrzése).

## Első nap
1997. augusztus 7-én a szilárd hajtóanyagú gyorsítórakéták, Solid Rocket Booster (SRB) segítségével Floridából, a Cape Canaveral (KSC) Kennedy Űrközpontból, a LC39–A (LC–Launch Complex) jelű indítóállványról emelkedett a magasba. Az orbitális pályája 89,6 perces, 57 fokos hajlásszögű, elliptikus pálya perigeuma 249 kilométer, az apogeuma 261 kilométer volt. Felszálló tömeg indításkor 104 364 kilogramm, leszálló tömeg 98 847 kilogramm. Szállított hasznos teher 9191 kilogramm

## Hasznos teher
1. Middle Atmosphere High Resolution Spectrograph Investigation (MAHRSI) – hasonlóan, mint a CRISTA–SPAS–2 a Föld középső rétegeinek vizsgálatát végezte UV (ultraibolya) spektrométer segítségével. Egy ózon és nitrogén-monoxid térképet készített a vizsgált területről.
2. Surface Effects Sample Monitor (SESAM) – a világűrben jelen lévő atomi elemek vizsgálatát passzívan végezte.
3. Manipulator Flight Demonstration (MFD) – a kísérletet a Japán Űrügynökség (NASDA) támogatta. Az újonnan kialakított robotkar (JEM) tesztelését végezték, amit később a Nemzetközi Űrállomáson (ISS) helyeztek működésbe.
4. Technology Applications and Science Payload (TAS-01) – tudományos hasznos teher, nyolc kísérletet végeztek.
5. SOLCON – a belga űreszköz a Nap légköri tevékenységét vizsgálta, következtetéseket kívántak kialakítani a földi éghajlatok változásának okairól.
6. Infrared Spectral Imaging Radiometer (ISIR) – infravörös képalkotó rendszer, a Föld felhőzetéről készített felvételeket, elősegítve a meteorológiai előrejelzések pontosságát, új technológiák alkalmazásának lehetőségét.
7. Shuttle Laser Altimeter (SLA) – lézeres távérzékelés, magasságmérés. Méteres pontossággal térképezte a Föld felszínét.
8. Critical Viscosity of Xenon (CVX) – kritikus viszkozitás (gáz-folyadék, folyadék-gáz) kísérlet mikrogravitációban, xenon nemesgáz környezetben.
9. Space Experiment Module (SEM) – a NASA és iskolák programjában zárt tartályokban végeztek kísérleteket
10. Two Phase Flow (TPF) – kapilláris szivattyú (CPL) megbízhatóságát tesztelték mikrogravitációs környezetben. A CPL nem tartalmazott mozgó alkatrészt, csak kis mennyiségű elektromos fűtőelemet.
11. COOLLAR Flight Experiment (CFE) – a jövőbeni űrbeli küldetések hűtési technológiájának tesztelése.
12. SAAMD – alacsony frekvenciájú önálló adatgyűjtő rendszer - a Space Shuttle indításakor és leszállásnál használták.
13. WBSAAMD – magasabb frekvenciájú önálló adatgyűjtő rendszer a Space Shuttle indításakor és leszállásnál.
14. International Extreme Ultraviolet Hitchhiker (IEH – 02) – a NASA és az Olasz Űrügynökség (ASI) közös kísérletei: a világűr ultraibolya vizsgálata, extrém ultraibolya (EUV) vizsgálatok a Jupiter Io holdja irányában.
15. Southwest Ultraviolet Imaging System (SWUIS) – ultraibolya (UV) képalkotó távcső A1/MgF2, egy UV-érzékeny (ICCD) Xybion kamerával. A Hale–Bopp-üstököst, távoli csillagokat, a földi légkört vizsgálta.

### Műhold
A tehertérben rögzített tudományos platformot Davis a Canadarm (RMS) manipulátor kar segítségével pályairányba állította. A platform pályairányba állítását követően az űrrepülőgép 3,1 kilométerre eltávolodott.

#### CRISTA–SPAS–2
Gyártotta a német DASA, üzemeltette a Német Űrügynökség (DLR) és az amerikai NASA-MSFC.
Az első repülés az ATLAS–3 név alatt történt az STS–66 fedélzetén. Német-amerikai közös tudományos platform (laboratórium), a Föld középső rétegeinek vizsgálatát végezte  UV (ultraibolya) spektrométer segítségével. A programmal azonos időben a Földről, Amerikában és Németországban 66 meteorológiai léggömböt eresztettek ugyanezen légköri magasságba.
Megnevezései: Cryogenic Infrared Spectrometers and Telescopes for the Atmosphere - Shuttle Palet Autonomous Satellite (CRISTA–SPAS–2); CRISTA–SPAS–2 (1997-039B); CRISTA–SPAS–2. Kódszáma: SSC 24890.
1997. augusztus 12-én állították pályára. Az orbitális egység pályája 90,44 perces, 57 fokos hajlásszögű, elliptikus pálya perigeuma 291 kilométer, az apogeuma 301 kilométer volt. Hasznos tömege 1900 kilogramm. Szolgálati ideje 7 nap volt.

## Tizenegyedik nap
1997. augusztus 19-én a Kennedy Űrközponton (KSC), kiinduló bázisán szállt le. Összesen 11 napot, 20 órát, 28 percet töltött a világűrben. 7 600 000 kilométert repült, 185 alkalommal kerülte meg a Földet.

## Személyzet
(zárójelben a repülések száma az STS–85 küldetéssel együtt)
- Curtis Lee Brown (4), parancsnok
- Kent Vernon Rominger (3), pilóta
- Nancy Jan Davis (3), teheráru parancsnok
- Stephen Kern Robinson (1), küldetésfelelős
- Robert Lee Curbeam (1), küldetésfelelős
- Bjarni Tryggvason (1), rakomány specialista – Kanadai Űrügynökség (CSA)

### Visszatérő  személyzet
- Curtis Lee Brown (4), parancsnok
- Kent Vernon Rominger (3), pilóta
- Nancy Jan Davis (3), teheráru parancsnok
- Stephen Kern Robinson (1), küldetésfelelős
- Robert Lee Curbeam (1), küldetésfelelős
- Bjarni Tryggvason (1), rakomány specialista